# Anthony Jung
Anthony Jung (født 3. november 1991) er en tysk-spansk fodboldspiller, der spiller for den tyske Bundesliga klub SC Freiburg.

## Klubkarriere
Anthony sluttede sig til RB Leipzig i juni 2013.

### Ingolstadt
I August 2016 blev Jung udlånt til Bundesliga-klubben FC Ingolstadt i sæsonen 2016-17. Den 10. december 2016, Anthony gav en assist til Roger fra et frispark, hvilket gav RB Leipzig deres første nederlag i Bundesligaen 2016-17, hvilket afsluttede deres stime på 13 ubesejrede ligakampe.

### Brøndby
I juli 2017 tiltrådte han i Brøndby IF på en lejeaftale, hvor han blev genforenet med sin tidligere træner fra RB Leipzig Alexander Zorniger. Den 10. maj 2018 spillede han da Brøndby slog Silkeborg IF med 3-1 i pokalfinalen 2018.
Den 23. juli 2017, fik han sin Superligadebut i et 3–2 nederlag på udebane til FC Nordsjælland. Jung scorede sit første mål den 19. april 2018, da han scorede det afgørende mål til 3–2 da Brøndby vandt over Midtjylland, der gav hans klub et tre-point forspring i kampen om mesterskabet. I løbet af Sæsonen 17-18, spillede Jung 29 ligakampe hvoraf han scorede et mål, da Brøndby sluttede på anden pladsen i ligaen efter Midtjylland.
Den 10. maj 2018 spillede han hele kampen da Brøndby slog Silkeborg IF med 3-1 i pokalfinalen 2018; det var klubbens første titel i 10 år.
I juni 2018, blev RB Leipzig og Brøndby enige om en permanent transfer af Jung. Han underskrev en tre-årig kontrakt med Brøndby. Han blev hurtigt en fast starter for klubben, først som venstre back, men blev senere brugt som midtstopper af Niels Frederiksen, i en 3–5–2 formation. Jung scorede sit andet mål for klubben den 16. februar 2020 i en 2–0 udebanesejr over OB.
Hans tredje mål kom en uge senere, den 23. februar, i en 3–2 nederlag på udebane til AaB, han flugtede den ind til 2–2 fra kanten af feltet. Han scorede igen den 7. juni, da sæsonen blev genoptaget efter landets nedlukning som følge af COVID-19-pandemien, det første mål i et 3–2 udebane nederlag til AC Horsens, han blev dog udvist i det 83. minut da han fik sit andet gule kort. Jung sluttede Sæsonen 19-20 40 med 40 optrædener på tværs af alle turneringer, inklusive kvalifikations kampe i UEFA Europa League, han scorede tre mål – alle i Superligaen.
I Sæsonen 20-21, udviklede Jung sig til en nøglespiller for Brøndby og Brøndby fans startede en kampgane for at få Jung til at forlænge sin kontrakt, holdet toppede ligatabellen i første halvdel af sæsonen og var en fast mand gennem hele sæsonen og var med til at sikre Brøndbys første mesterskab i 16 år.

### Werder Bremen
Den 9. juni 2021 blev det offentliggjort at Jung skifter til Werder Bremen på en fri transfer efter 4 år i Brøndby.

## Landsholdskarriere
Jung blev født i Villajoyosa, Spanien, til en tysk far og en spansk mor. Han emigrerede i en alder af tre med sin fraskilte far til Tyskland. Han har spillet ungdomslandsholdsfodbold for Tyskland.

## Titler
Brøndby
- DBU Pokalen: 2017-18
- Superligaen: 2020-21

## Karrierestatistik

### Klub
| Klub præstation   | Klub præstation   | Klub præstation   | League | League | Pokal     | Pokal     | Kontinental | Kontinental | Andre | Andre | Total | Total | Total |
| Klub              | Liga              | Sæson             | Kampe  | Mål    | Kampe     | Mål       | Kampe       | Mål         | Kampe | Mål   | Kampe | Mål   |       |
| Tyskland          | Tyskland          | Tyskland          | Liga   | Liga   | DFB-Pokal | DFB-Pokal | Europa      | Europa      | Andre | Andre | Total | Total |       |
| ----------------- | ----------------- | ----------------- | ------ | ------ | --------- | --------- | ----------- | ----------- | ----- | ----- | ----- | ----- | ----- |
| FSV Frankfurt     | 2. Bundesliga     | 2012–13           | 10     | 0      | 0         | 0         | —           | —           | —     | —     | 10    | 0     |       |
| FSV Frankfurt     | Total             | Total             | 10     | 0      | 0         | 0         | 0           | 0           | 0     | 0     | 10    | 0     |       |
| RB Leipzig        | 3. Liga           | 2013–14           | 24     | 3      | 1         | 0         | —           | —           | —     | —     | 25    | 3     |       |
| RB Leipzig        | 2. Bundesliga     | 2014–15           | 32     | 0      | 3         | 1         | —           | —           | —     | —     | 35    | 1     |       |
| RB Leipzig        | 2. Bundesliga     | 2015–16           | 22     | 0      | 2         | 0         | —           | —           | —     | —     | 24    | 0     |       |
| Total             | Total             | 78                | 3      | 6      | 1         | 0         | 0           | 0           | 0     | 84    | 4     |       |       |
| Karrierestatistik | Karrierestatistik | Karrierestatistik | 88     | 3      | 6         | 0         | 0           | 0           | 0     | 0     | 94    | 4     |       |

1. ↑  Inkluderer DFB-Supercup og FIFA Club World Cup matches.